# Kim khâu

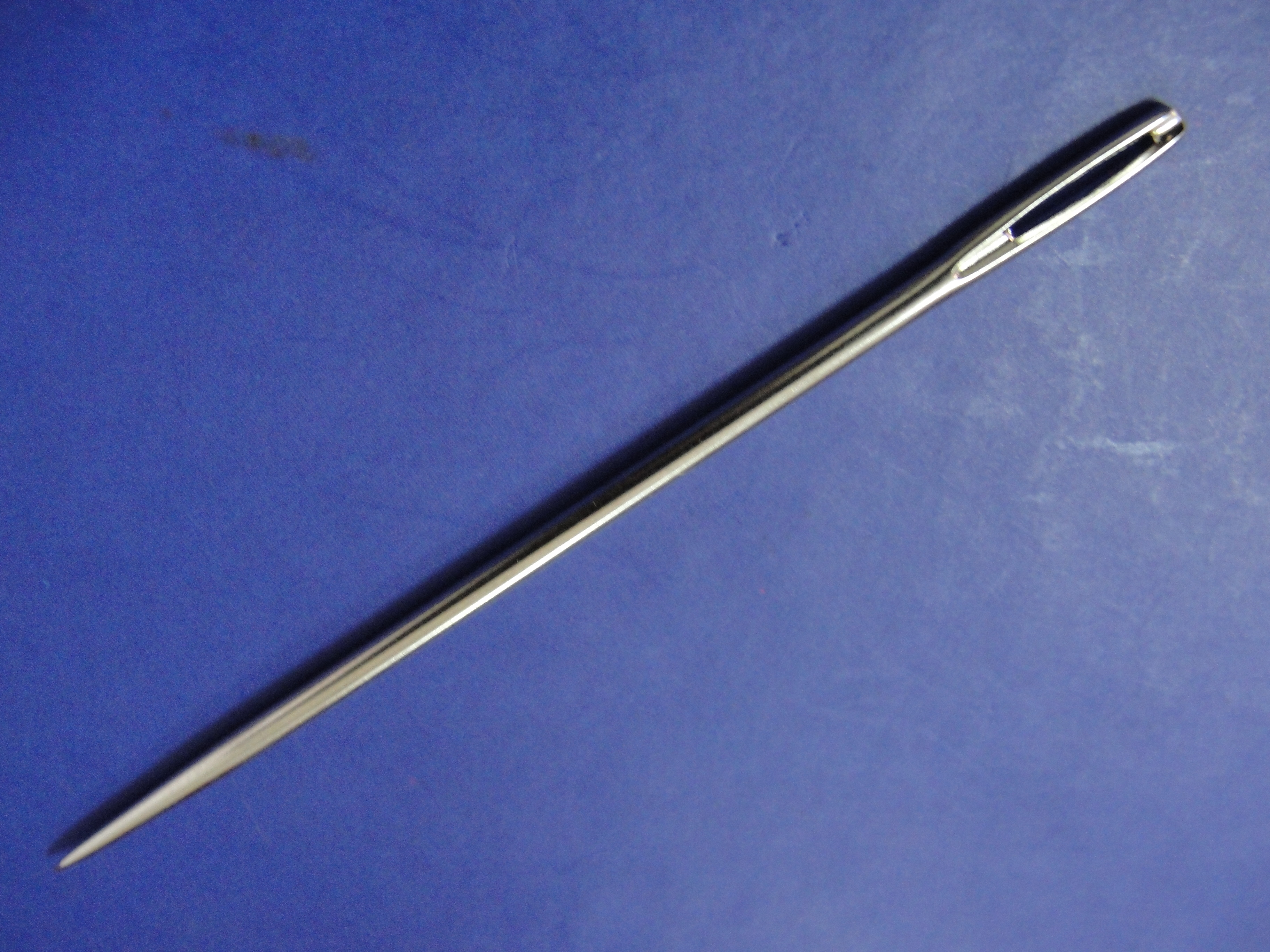
Một cây kim khâu

Kim khâu (cho việc khâu vá bằng tay) là một dụng cụ kim loại bằng thép, nhỏ, dài khoảng vài centimet, dẹt, có một đầu nhọn để xiên qua, còn đầu kia có lỗ nhỏ để luồn chỉ. Những chiếc kim đầu tiên từng được làm từ xương hoặc gỗ.